# أوريلي غيكا
أوريلي سوبيران، الأميرت غيكا ولدت في (27مارس 1820 - 21 مارس 1904)وهي كاتبة فرنسية. تزوجت من أحد أفراد عائلة غيكا ، أمراء والاشيا ، وكتبت عن انطباعاتها عن ذلك البلد كما كتبت الروايات و عديد المقالات .

## حياتها
ولدت أوريلي دي سوبيران في 27 مارس 1820 في مدينة ليكتور ، غيرس.   كانت إحدى بنات العقيد بول إميل سوبيران وقد ولد عام 1770 و توفيا عام 1855، الذي يبدو أن هو عاشا حياة مليئ بالمغامرات. و مثلت شقيقتها هيديلمون سوبيران أمام المحكمة عام 1854 بتهمة تعدد الازواج ويقال إنها تزوجت في إنجلترا ثم تركت زوجها دون طلاق وانتقلت إلى باريس حيث تزوجت من صاحب فندق. 

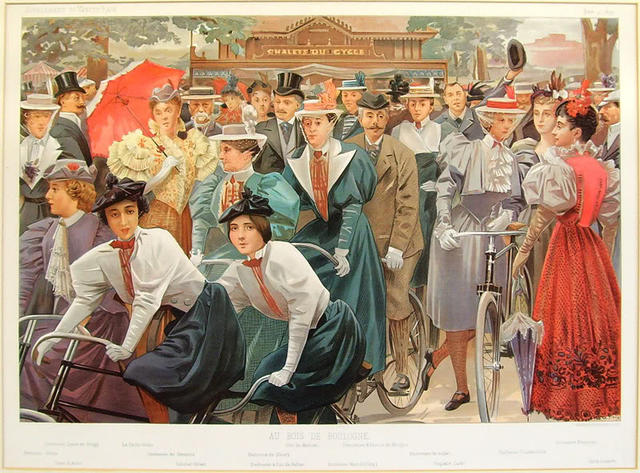
في هذا الحشد العصري في حديقة بوا دو بولوني للفنان جوث عام 1897، تظهر غيكا في أقصى اليسار

## ملحوظات
1. ↑  Aurélie de Soubiran Ghika ... BnF.
2. ↑  Quérard 1857، صفحة 28.
3. ↑  Pic du Gers 1854، صفحة 3.